# Молодіжна збірна Макао з футболу
Молодіжна збірна Макао з футболу — національна молодіжна футбольна збірна Макао, що складається у залежності від турніру із гравців віком до 19 або до 20 років. Вважається основним джерелом кадрів для підсилення складу основної збірної Макао. Керівництво командою здійснює Футбольна федерація Макао.
Команда має право участі у Юнацькому кубку Азії до 19 років, у випадку успішного виступу на якому може кваліфікуватися на молодіжний чемпіонат світу до 20 років. Також може брати участь у товариських і регіональних змаганнях.